# 10959 Appennino
A 10959 Appennino (ideiglenes jelöléssel 6579 P-L) a Naprendszer kisbolygóövében található aszteroida. Cornelis Johannes van Houten,  Ingrid van Houten-Groeneveld és Tom Gehrels fedezte fel 1960. szeptember 24-én.